# Férfi kenu egyes 1000 méter az 1936. évi nyári olimpiai játékokon
Az 1936. évi nyári olimpiai játékokon a kajak-kenu férfi kenu egyes 1000 méteres versenyszámát augusztus 8-án rendezték Berlin-grünaui-ban.

## Eredmények
Az időeredmények másodpercben értendők. A rövidítések jelentése a következő:
- OB: olimpiai legjobb idő

### Döntő
| Helyezés | Név             | Nemzet                 | Idő    | Mj |
| -------- | --------------- | ---------------------- | ------ | -- |
| Arany    | Frank Amyot     | Kanada (CAN)           | 5:32,1 | OB |
| Ezüst    | Bohuslav Karlík | Csehszlovákia (TCH)    | 5:36,9 |    |
| Bronz    | Erich Koschik   | Németország (GER)      | 5:39,0 |    |
| 4.       | Otto Neumüller  | Ausztria (AUT)         | 5:47,0 |    |
| 5.       | Joseph Hasenfus | Egyesült Államok (USA) | 6:02,6 |    |
| 6.       | Joé Treinen     | Luxemburg (LUX)        | 7:39,5 |    |